# The Ghosts (film, 1914)
Pour les articles homonymes, voir The Ghost.
The Ghosts est un film américain réalisé par William J. Bauman (it), sorti en 1914.

## Fiche technique
- Titre : The Ghosts
- Réalisation : William J. Bauman (it)
- Scénario : Mary H. O'Connor
- Dates de sortie :
  -  États-Unis : 18 mars 1914

## Distribution
- Myrtle Gonzalez
- George Cooper
- Patricia Palmer : Margaret Gibson
- Charles Bennett
- Dolores Brown
- Thomas Colmensil
- George Holt
- Jane Novak